# Rock You Like a Hurricane
Singles de Scorpions
Can't Live Without You
(1982) Still Loving You
(1984)
Pistes de Love at First Sting
Bad Boys Running Wild I'm Leaving You
Rock You Like a Hurricane est une chanson du groupe allemand de hard rock Scorpions qui apparaît sur l'album de 1984 Love at First Sting en tant que deuxième piste.

## Description
En single, Rock You Like a Hurricane se classa 25e dans les palmarès aux États-Unis  et devint une des chansons les plus populaires du groupe. Cette chanson est aussi considérée comme un des « hymnes du rock » les plus influents. Elle apparaît à la 31e position du classement des 40 plus grandes chansons de metal/hard rock de tous les temps, à la 18e position du classement des 100 plus grandes chansons de hard rock par VH1 et à la 4e position du classement réalisé par Sync des plus grands riffs de guitares et fait partie selon Guitar Magazine des 50 plus grands riffs de tous les temps.

## Postérité
Vu son succès et sa popularité, la chanson a été utilisée dans la bande originale de plusieurs films (Le Géant de fer, Little Nicky, En cloque, mode d'emploi) et est la chanson officielle des équipes de la Ligue nationale de hockey des Hurricanes de la Caroline, des Sabres de Buffalo ainsi que de l'équipe de football américain des Hurricanes de Miami. Elle apparaît dans la bande son des jeux Grand Theft Auto: Vice City Stories, Les Simpson, le jeu et est aussi une chanson jouable dans le jeu Guitar Hero 3: Legends of Rock.
Elle a été reprise par le groupe de rock Green Day et par les groupes de metal Sinergy en 1999 sur leur album Beware the Heavens, Stormtroopers of Death en 2000 sur l'album A Tribute to Scorpions, et Kelly Hanson (de Hurricane) en 2000 sur l'album A Tribute To Scorpions - Covered Like A Hurricane et Seven Witches en 2001 sur l'album Another Piece of Metal: Tribute to Scorpions.
Scorpions a enregistré d'autres versions de Rock You Like a Hurricane : Hurricane 2000 pour leur album symphonique de 2000 Moment of Glory avec l'Orchestre philharmonique de Berlin et Hurricane 2001 pour leur album acoustique de 2001 Acoustica.
La chanson est présente dans le roman de science-fiction Armada écrit par Ernest Cline et paru en 2015. on peut aussi l'entendre dans le film d'animation angry bird  (2016) , ainsi que dans l'épisode 1 de la saison 2 de Stranger Things (2017)

## Charts
| Pays        | Chart             | Meilleure position | Nombre de semaines | Réf   |
| ----------- | ----------------- | ------------------ | ------------------ | ----- |
| États-Unis  | Billboard Hot 100 | 25                 | 16                 | [ 2 ] |
| Pays-Bas    | Dutch Top 40      | 47                 | 7                  | [ 4 ] |
| Royaume-Uni | UK Singles Chart  | 78                 | 2                  | [ 5 ] |